# Королёв, Алексей Павлович
Алексей Павлович Королёв (8 (21) февраля 1905—1980?) — советский оперный певец, бас. Заслуженный артист РСФСР (1944).

## Биография
Родился 8 (21) февраля 1905 года в деревне Старово Владимирской губернии. В 1934 году окончил Московскую консерваторию у Е. Ф. Петренко и Н. Г. Райского.
С 1930 года солист Московской филармонии, в 1943—1968 годах — Всесоюзного радио.
Участвовал в концертном исполнении и записях опер В. А. Моцарта, Л. Делиба, Н. А. Римского-Корсакова, П. И. Чайковского, С. С. Прокофьева, вокально-симфонических произведений В. А. Моцарта, Л. ван Бетховена, Дж. Верди (выступал с оркестрами под управлением Е. А. Акулова, Н. С. Голованова, К. Зандерлинга, А. Ш. Мелик-Пашаева, А. И. Орлова, Г. Н. Рождественского, С. А. Самосуда, Е. Ф. Светланова). Широко записывался на радио также в камерном репертуаре (русские романсы и песни).
Заслуженный артист РСФСР (1944).

## Записи
- 1945 — А. Н. Серов: «Рогнеда», дирижер — А. И. Орлов (Странник)
- 1946 — П. Н. Триодин: «Князь Серебряный», дирижер - А. М. Ковалев (Иван Грозный), фрагменты
- 1946 — Л. Делиб:, «Лакме», дирижер — А. И. Орлов (Нилаканта)
- 1946 — К. М. фон Вебер: «Вольный стрелок», дирижер — А. И. Орлов (Отшельник), монтаж оперы
- 1946 —  Дж. Пуччини: «Манон Леско», дирижер - А. И. Орлов (Комендант порта)
- 1946 — А. С. Даргомыжский: «Каменный гость», дирижер - А. И. Орлов (Командор)
- 1947 — Н. А. Римский-Корсаков:, «Ночь перед Рождеством», дирижёр — Н. С. Голованов (Пацюк)
- 1948 — П. И. Чайковский: «Опричник», дирижер — А. И. Орлов (Князь Жемчужный)
- 1948 — В. А. Моцарт:, «Свадьба Фигаро», дирижер — К. Зандерлинг (Бартоло)
- 1948 — В. А. Моцарт: «Дон Жуан», дирижер — К. Зандерлинг (Мазетто)
- 1948 — Ж. Массне: «Манон» дирижер — С. А. Самосуд (Бретиньи, 1-е действие)
- 1950 — А. Н. Верстовский: «Громобой», дирижер — Г. А. Кац (Громобой)
- 1950 — С. И. Танеев: «Орестея», дирижер — А. В. Гаук (Страж)
- 1950 — Ш. Гуно: «Филимон и Бавкида», дирижер — С. А. Самосуд (Юпитер)
- 1951 — Н. А. Римский-Корсаков: «Пан Воевода», дирижер — С. А. Самосуд (Воевода)
- 1951 — Н. А. Римский-Корсаков: «Золотой петушок», дирижер — А. В. Гаук (Царь Додон)
- 1952 — П. И. Чайковский: «Воевода», дирижер — А. М. Ковалев (Роман Дубровин), фрагменты оперы
- 1955 — П. И. Чайковский:, «Чародейка», дирижер — С. А. Самосуд (Мамыров)
- 1955 — Дж. Пуччини: «Богема», дирижер — С. А. Самосуд (Коллин)
- 1957 — А. С. Аренский: «Рафаэль», дирижер — В. С. Смирнов (Кардинал Бибиенна)
- 1959 — А. С. Даргомыжский: «Каменный гость», дирижер - Б. Э. Хайкин (Монах)
- 1961 — Ж. Бизе: «Дон Прокопио», дирижер — В. М. Есипов (Паскино)
- 1962 — Н. А. Римский-Корсаков: «Золотой петушок», дирижеры — А. М. Ковалёв и Е. А. Акулов (Додон)
- 1963 — Н. А. Римский-Корсаков: «Млада», дирижер — Е. Ф. Светланов (Мстивой)
- 1966 — С. С. Прокофьев:, «Игрок», дирижер — Г. Н. Рождественский (Директор рулетки)